# Marco Ummidio Cuadrato
Marco Ummidio Cuadrato Anniano (en latín: Marcus Ummidius Quadratus Annianus; 138 - 182) fue un senador romano que vivió en el siglo II y desarrolló su cursus honorum durante los reinados de los emperadores Antonino Pío, Marco Aurelio, y Cómodo, siendo sobrino, y primo de estos dos últimos cesares, y participando de un complot contra Cómodo en el año 182. Además fue cónsul ordinario en 167 como colega del emperador Lucio Vero.

## Orígenes y familia
Cuadrato era el hijo de la hermana de Marco Aurelio, Annia Cornificia Faustina y un senador anónimo. Ronald Syme lo identifica con uno de los cónsules sufectos en 146, registrado en los Fasti Ostienses como Gayo Anniano Vero, pero con el nombre completo de Gayo Ummidio Cuadrato Anniano Vero. Descendía de una de las principales familias aristocráticas y políticamente influyentes de Roma y era descendiente directo del difunto cónsul sufecto Gayo Ummidio Cuadrato Sertorio Severo. A través de su madre, Cuadrato estaba relacionado con la dinastía gobernante Ulpio-Aelia. Su hermana era Ummidia Cornificia Faustina.
Su madre había muerto en algún momento entre 152 y 158. A su muerte, Cuadrato y su hermana, Cornificia Faustina dividieron las propiedades de su madre, lo que los hizo muy ricos. Después de la muerte de su madre, Cuadrato tomó una amante, una liberta griega llamada Marcia, que más tarde se convertiría en la amante del emperador Cómodo.

## Carrera política
Después de su consulado en 167, Cuadrato adoptó al primer hijo del senador y filósofo Gneo Claudio Severo, quien luego asumió el nombre de Marco Claudio Ummidio Cuadrato. Se desconoce el motivo de la adopción.
Cuando Marco Aurelio murió en 180, el primo materno de Cuadrato, Cómodo, lo sucedió como emperador. La hermana de Cómodo, Lucila, no era feliz viviendo como una ciudadana privada y tranquila en Roma y se puso celosa de su hermano y su cuñada. Además, se preocupaba mucho por el comportamiento y gobierno errático de Cómodo.
En 182, Lucila, su hija Plaucia y su sobrino en matrimonio Apio Claudio Quinciano, junto con Cuadrato, su hijo adoptivo, y Cornificia Faustina, planearon asesinar a Cómodo y reemplazarlo por Lucila y su segundo esposo, el dos veces cónsul, Tiberio Claudio Pompeyano. La participación de Cuadrato, su hijo adoptivo y su hermana puede explicarse por una posible disputa dinástica con Cómodo, o una posible relación romántica entre Cuadrato y Lucila.
Cuadrato y Quinciano trataron de asesinar al emperador en el teatro, Quinciano salió de su escondite con una daga, tratando de apuñalar a Cómodo. Diciéndole: "Aquí está la daga que te envía el Senado", revelando sus intenciones antes de que tuviera la oportunidad de actuar. Los guardaespaldas fueron más rápidos que él y lo dominaron. El complot para matar a Cómodo fracasó. Y Pronto se revelaron los conspiradores; entonces el emperador ordenó la muerte de Cuadrato, su hijo adoptivo y Quinciano. Cómodo pudo haber confiscado las propiedades y la fortuna de su primo. Lucila, su hija y Cornificia Faustina fueron desterradas a la isla italiana de Capri. Más tarde, ese mismo año, el emperador envió un centurión a Capri para ejecutar a las tres mujeres.